# Il mago del Cremlino
Il mago del Cremlino (Le Mage du Kremlin) è un romanzo di genere storico-politico, esordio narrativo di Giuliano da Empoli, professore di politica comparata e saggista. Pubblicato nel 2022 in francese dalle Éditions Gallimard e in italiano da Mondadori, il romanzo ha vinto il Grand prix du roman de l'Académie française del 2022 e nello stesso anno è arrivato secondo al Prix Goncourt, poi vinto da Brigitte Giraud.

## Trama
Il romanzo racconta dell'immaginario incontro a Mosca fra l'autore del romanzo e Vadim Baranov (basato su Vladislav Surkov), ex produttore di reality e ora enigmatica eminenza grigia di Vladimir Putin, detto "lo zar".
Baranov racconta all'autore della sua giovinezza, della sua carriera nella Russia degli anni '90, del suo ruolo nell'ascesa di Putin nel 1999 e della sua esperienza col potere lungo i decenni.

## Elementi e personaggi reali

### Vadim Baranov e Vladislav Surkov
Il personaggio di Vadim Baranov, sebbene fittizio, mostra molti punti in comune con Vladislav Surkov, politico russo, fra cui il background atipico: prima di intraprendere la carriera politica, Surkov è stato artista rap, regista teatrale d'avanguardia, scrittore e uomo d'affari, tanto da essere definito «una delle figure più intriganti della Russia contemporanea» dal New York Times. Allo stesso modo, Surkov è stato uno dei personaggi più vicini a Putin dalla sua ascesa, e al pari di Baranov è stato definito «un poeta fra i lupi».
Da Empoli si avvicinò alla figura di Surkov durante le ricerche per il suo precedente saggio, Gli ingegneri del caos, e dichiarò di averla trovata tanto intrigante da decidere di basarci su un romanzo, dichiarando che «lo ha liberato e deciso a diventare un romanziere». Tuttavia, ha sempre specificato di non averlo mai incontrato, né di avergli mai parlato.

### Vladimir Putin
Uno dei principali personaggi del romanzo è Vladimir Putin, di cui, attraverso gli occhi di Baranov, viene narrata l'ascesa al potere nella caotica Russia del 1999 e il modo in cui ha attraversato eventi storici di primo piano come la seconda guerra cecena, l'affondamento del Kursk, la crisi degli ostaggi del 2002, la rivoluzione arancione, fino ad arrivare alle prime fasi della guerra ucraina del 2022.

### Altri personaggi
Nel romanzo compaiono o vengono citati un gran numero di altri personaggi reali, con riferimenti a fatti noti della loro vita pubblica.
Ne sono esempi Boris Berezovskij, di cui viene narrato il suicidio in seguito alla sua caduta in disgrazia, o Michail Chodorkovskij, che vediamo arrestato per frode nel 2003.
Altri personaggi reali che compaiono nel romanzo sono Igor' Sečin, Garry Kasparov, Ėduard Limonov e Bill Clinton.
Durante un incontro di presentazione del suo libro in una scuola superiore, da Empoli ha dichiarato: "Ho preparato questo libro come un saggio. A parte la vita privata del protagonista, tutti i fatti sono reali. Ho incontrato molte persone, ho viaggiato molto in Russia, è una ricostruzione molto fedele di ciò che questo Paese è stato negli ultimi vent'anni, ma al centro del potere, e del potere russo in particolare, ci sono elementi di paradosso, una permanente contraddizione, un'irrazionalità che solo la letteratura potrebbe trascrivere".

## Temi
Paragonato da Jérôme Garcin alle memorie moralistiche del XVII, in particolare a quelle di La Rochefoucauld, il romanzo affronta il tema della natura del potere e della razionalità.
Per Baranov, il potere è una forma di espressione artistica simile al teatro d'avanguardia, e su questa visione ha creato principi di governo come "la democrazia sovranista" e la "verticale del potere", in realtà importanti punti dell'ideologia putiana la cui teorizzazione è attribuita a Surkov. Secondo l'autore, che in passato è stato lui stesso consigliere politico di Matteo Renzi, il potere di Putin ha una base mitologica con un elemento di irrazionalità, che secondo da Empoli è un elemento chiave del potere stesso. Durante il discorso di accettazione del Grand Prix, da Empoli ha anche concordato che la filosofia del suo romanzo ha una base nella letteratura francese del XVII secolo.
Altro tema del romanzo è il limite della razionalità, su cui Baranov commenta: «...ma l'intelligenza non protegge da niente, nemmeno dalla stupidità» e «Non c'è niente di più saggio che scommettere sulla follia degli uomini».

## Pubblicazione
Inizialmente previsto per il 2021, il libro dovette essere posticipato a causa della pandemia di COVID-19 e venne pubblicato invece nell'aprile 2022 in italiano e francese, due mesi dopo l'inizio dell'invasione ucraina da parte della Russia. La concomitanza fece sì che il romanzo venisse venduto sia come narrativa che come letteratura di attualità.
La tempistica fece anche sì che il libro ottenesse una grande attenzione da parte della stampa e della televisione: da Empoli è stato invitato numerose volte sia per presentare il suo libro che per fornire un commento su diversi argomenti legati alla Russia e all'Ucraina. A tal proposito, da Empoli ha dichiarato che probabilmente non avrebbe scritto il romanzo se l'idea gli fosse venuta durante o dopo il conflitto.
Tuttavia, secondo diverse recensioni, il romanzo ha buone probabilità di sopravvivere alle circostanze della sua pubblicazione grazie alle sue qualità letterarie.

## Edizioni italiane
- Il mago del Cremlino, Milano, Mondadori, 2022, ISBN 978-88-04-76540-0.

## Accoglienza
Il romanzo ha ottenuto un'ampia maggioranza di recensioni positive da giornali e critici francesi, statunitensi e italiani, che lo hanno definito "visionario", "degno dei classici contemporanei" e "proiettato a superare la prova del tempo", elogiandone sia la tematica, che l'analisi erudita, che lo stile.
Una voce critica è stata invece quella di Antoine Nicolle, professore di studi russi, che ha descritto la Russia di da Empoli come esotica, stereotipata e ingannevole, in quanto solo un lettore ben informato potrebbe distinguere fra fatti e invenzioni, definendola figlia dei luoghi comuni occidentali, e ha criticato le dichiarazioni dell'autore sul realismo e sull'analisi fattuale presenti nel suo libro, che da Empoli ha spesso descritto come "più veritiero di un saggio". Ha anche commentato l'accoglienza entusiasta del libro come ideologica e motivata dalle circostanze sociopolitiche al momento della sua uscita (vedi Invasione russa dell'Ucraina).

## Premi
Nel 2022, Il mago del Cremlino ha vinto il Grand prix du roman de l'Académie française con 9 voti su 17, e il Prix Honoré de Balzac.
Nello stesso anno, è arrivato secondo, alla quattordicesima votazione, per il Prix Goncourt, dove ha ottenuto 5 voti su 5 dalla giuria, ma il voto contrario del presidente Didier Decoin, che ha quindi assegnato il premio a Brigitte Giraud. La sconfitta ha generato reazioni deluse sulla stampa, e Tahar Ben Jelloun, uno dei giurati che aveva sostenuto da Empoli, ha commentato negativamente il libro vincitore paragonandolo a Il mago del Cremlino.

## Adattamento cinematografico
Il 17 maggio 2024 è stato annunciato che è in programma un adattamento cinematografico del romanzo, diretto da Olivier Assayas e il cui cast annunciato include gli attori Paul Dano, Alicia Vikander, Jude Law, Zach Galifianakis e Tom Sturridge. 